# Northrop

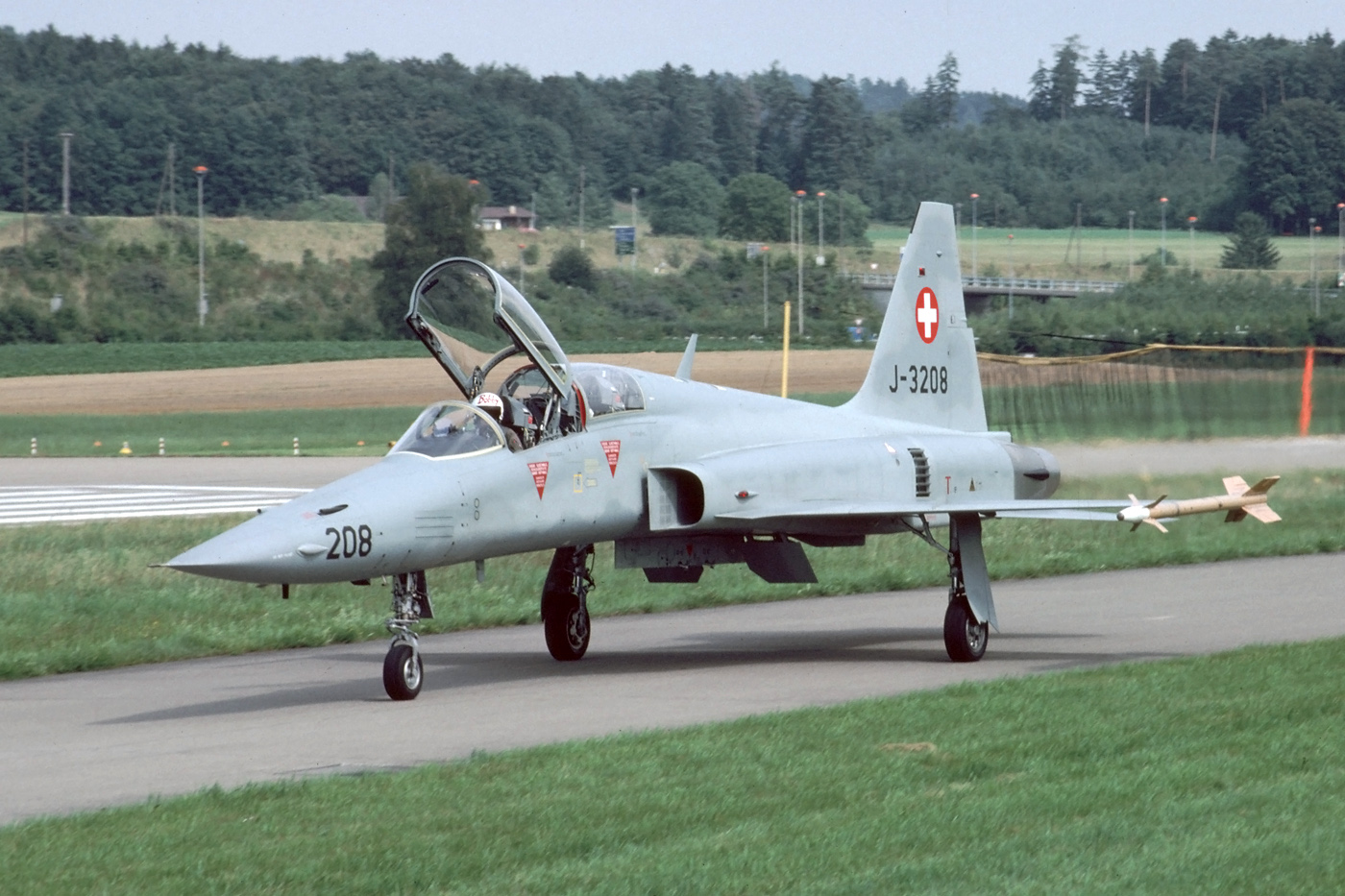
Een Zwitserse Northrop F-5F Tiger II

Northrop Corporation was een belangrijke vliegtuigfabrikant van de Verenigde Staten.

## Geschiedenis
Jack Northrop richtte drie keer een vliegtuigfabriek op onder zijn naam. Als eerste in 1927 de Northrop Avion Corporation. Deze werd in 1929 als dochteronderneming opgenomen in de United Aircraft and Transport Corporation onder de naam "Northrop Aviation Corporation".  Het moederbedrijf verhuisde in 1931 naar Kansas.
Jack Northrop richtte toen samen met Donald Douglas (van Douglas Aircraft Company) de "Northrop Corporation" op, gevestigd te El Segundo (Californië). Het bedrijf produceerde diverse succesvolle ontwerpen, waaronder de Northrop Gamma en de Northrop Delta.  Na personeelsproblemen werd het bedrijf in 1937 overgenomen door Douglas, en de fabriek werd de El Segundo afdeling van Douglas Aircraft.
Northrop wilde nog steeds een eigen bedrijf, en richtte zijn derde bedrijf in 1939 op onder dezelfde naam "Northrop Corporation". Het bedrijf werd in de jaren veertig bekend door ontwerpen voor vliegende vleugels. Alleen de B-2 Spirit stealth bommenwerper uit de jaren tachtig is in productie genomen.
Het einde van de Koude Oorlog aan het begin van de jaren negentig zorgde voor lagere defensie-uitgaven en leidde tot een concentratiegolf van defensiebedrijven. In 1994 deed Northrop een bod op Grumman ter waarde van US$ 2,1 miljard. Na de afronding werd de naam van de combinatie Northrop Grumman. De gezamenlijke omzet kwam uit op US$ 8 miljard en de combinatie telde ruim 40.000 medewerkers. Northrop was met een omzet van US$ 5 miljard de grootste van de twee.

## Producten

### UAV
- RQ-4 Global Hawk

### vliegtuigen
- Northrop F-5 Tiger
- Northrop YF-17 Cobra
- F/A-18 Hornet
- F-20 Tigershark
- B-2 Spirit
- YB-49
- YF-23

## Prins Bernhard
Toen de Nederlandse luchtmacht in de jaren zeventig een opvolger zocht voor de Starfighter van de Amerikaanse fabrikant Lockheed, was naast de F-16 van General Dynamics, ook de Cobra van Northrop in de race. Beide fabrikanten zouden Prins Bernhard hebben omgekocht. Zie hiervoor Commissie van Drie.